# ستوپاوا (ناحیه اوهرسکه هرادیشتی)
ستوپاوا (به چکی: Stupava) یک منطقهٔ مسکونی در جمهوری چک است که در ناحیه اوهرسکه هرادیشتی واقع شده است. ستوپاوا ۷٫۱ کیلومتر مربع مساحت و ۱۵۲ نفر جمعیت دارد و ۳۴۵ متر بالاتر از سطح دریا واقع شده است.